# 性状分离
性状分离是指在杂种后代中，同时出现显性性状和隐性性状的现象。這一現象由孟德爾發現，而且他認為這一現象與遗传因子分离有關。